# Skuruhäll

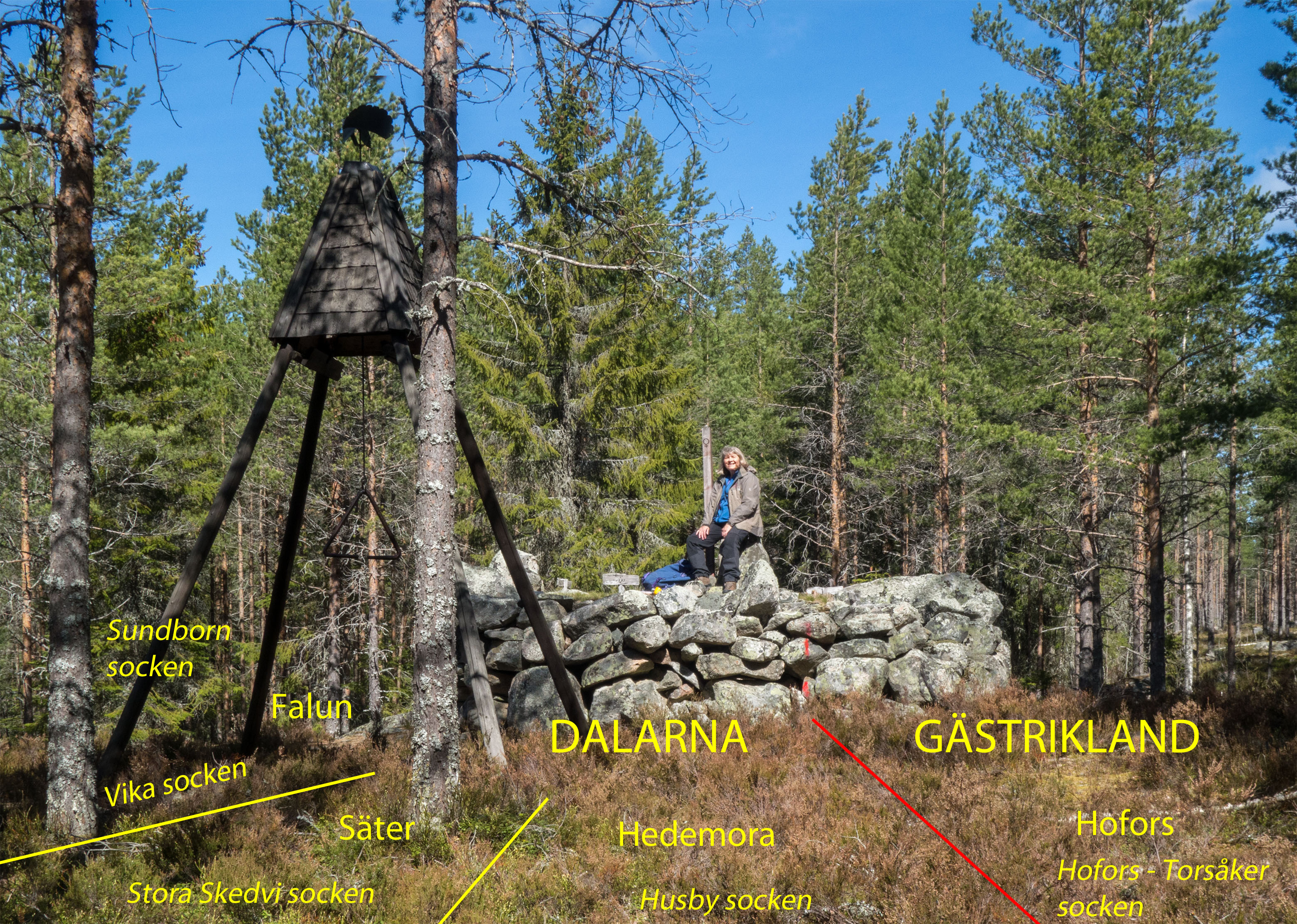
Gränsröset med socknarna markerade.

Skuruhäll är ett stort gränsröse i skogarna mellan Falun och Hofors. Det ligger på gränsen mellan Dalarnas och Gävleborgs län.
Vid Skuruhäll möts Vika, Sundborns, Stora Skedvi, Husby och Hofors socknar, och följaktligen även Falu, Säters, Hedemora och Hofors kommuner.